# Campeonato Paraense de Futebol de 2023
O Campeonato Paraense de Futebol de 2023, (por questões de patrocínio, Campeonato Paraense Banpará de 2023), foi a 111ª edição da principal divisão de futebol do Pará. 
A edição de 2023 deveria iniciar no dia 21 de janeiro, no entanto, o campeonato foi paralisado pelo STJD em virtude de novo recurso apresentado pelo Paragominas em relação à edição anterior.
No dia 31 de janeiro, o recurso utilizado pelo Paragominas foi julgado pleno do Superior Tribunal de Justiça Desportiva (STJD) que decidiu cassar parcialmente a liminar promovida no dia 20 de janeiro. Sendo assim, o campeonato foi autorizado a iniciar, porém mantendo suspensas as partidas que teriam participação do Bragantino-PA.
No dia 8 de fevereiro, o STJD, por unanimidade dos votos decidiu manter o Paragominas na Segunda Divisão do Campeonato Paraense. Dessa forma, o Bragantino-PA, time acusado de irregularidades no Parazão do ano passado, se manteve na elite do estadual para o ano de 2023.
Considerado um dos azarões dessa edição por derrotar o Paysandu na semifinal e deixar a equipe bicolor até então de fora da Copa Verde de 2024 (uma vez que o time conseguiria entrar na competição graças ao ranking da CBF), o Águia de Marabá conquistou seu título de maneira inédita na competição, derrotando o Clube do Remo na grande final, com uma vitória de 1–0 no jogo de ida. Na volta, a equipe azulina venceu a partida no tempo normal por 2–1, mas foi superada nos pênaltis por 5–4. Essa também foi a terceira vez que um time do interior do Pará conquista a vitória no Parazão, uma vez que apenas o Independente de Tucuruí e o Cametá levantaram a taça nas edições de 2011 e 2012, quebrando uma sequência de vitórias da dupla Re-Pa, imposta desde 1989 e retomada em 2013.

## Regulamento
Assim como em 2021 e 2022, o Campeonato será disputado com a formação de três grupos, com o intuito de diminuir as datas necessárias para finalizar a disputa.
1. O Campeonato é formado por três grupos denominados A, B e C;
2. Cada equipe enfrentará os 8 membros dos outros dois grupos;
3. Os dois mais bem classificados de cada grupo avançam para às quartas de final;
4. Dentre os três participantes que terminarem em 3º lugar de seus grupos, aqueles dois que estiverem com a melhor pontuação, também avançam às quartas de final;
5. As duas piores equipes na classificação geral, estarão rebaixadas para a 2ª Divisão.

### Critérios de Desempate

#### Primeira Fase
1. Pontuação
2. Vitórias
3. Saldo de Gols
4. Gols Pró

#### Fase Final
1. Disputas de ida e volta, em caso de empate ao final dos 180 minutos, a vaga (ou título) será definida(o) nas cobranças de pênalti

- Mata-mata

O confrontos das quartas de final será de acordo com o chaveamento olímpico. Ou seja: 1° x 8°, 2° x 7°, 3° x 6° e 4° x 5°. Os duelos serão de ida e volta, com as quatro melhores equipes no geral tendo o direito de decidir em casa.
Na semifinal e final, o mando de campo também será de acordo com o desempenho dos clubes na competição, também em jogos de ida e volta. Já na disputa do terceiro lugar, os clubes podem decidir, em comum acordo, realizar apenas uma partida, com o mando de campo para o time de melhor campanha.
Quartas de final

Grupo D: 1° x 8°

Grupo E: 2° x 7°

Grupo F: 3° x 6°

Grupo G: 4° x 5°
Semifinal

Grupo H: vencedor do Grupo D x vencedor do Grupo G

Grupo I: vencedor do Grupo E x vencedor do Grupo F

Disputa de terceiro colocado

Perdedor do Grupo G x perdedor do Grupo I
Final

Vencedor do Grupo G x vencedor do Grupo I

## Equipes participantes

### Promovidos e rebaixados
| Pos. | Rebaixados da Série A de 2022 |
| ---- | ----------------------------- |
| 11º  | Paragominas                   |
| 12º  | Amazônia                      |

| Pos. | Promovido da Série B de 2022 |
| ---- | ---------------------------- |
| 1º   | Cametá                       |
| 2º   | São Francisco-PA             |

### Informações das equipes
| Aumento | Equipe promovida da Série B de 2022 |

- ^  F1. O São Francisco-PA mandará seus jogos na cidade de Ipixuna do Pará.
- ^  F2. O Tapajós mandará seus jogos no Banpará Curuzu, em Belém.
- ^  F3. Após a conclusão da 3ª rodada, os clubes de Bragança tiveram de alterar seu local de mando de campo devido as condições precárias do Estádio Diogão.

## Estádios

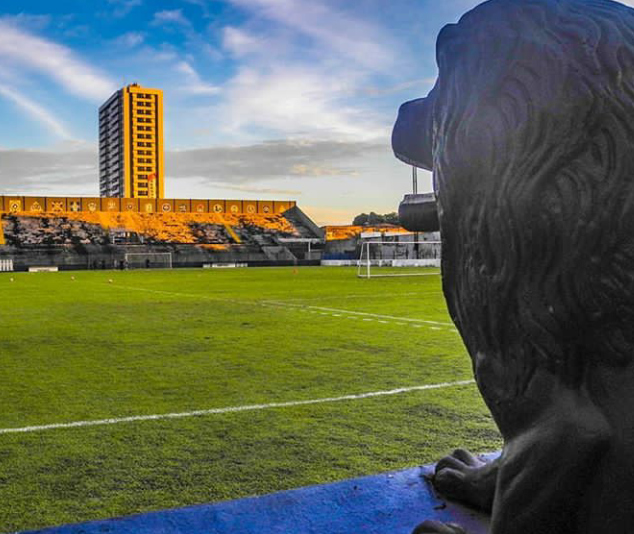
Banpará Baenão (Belém)
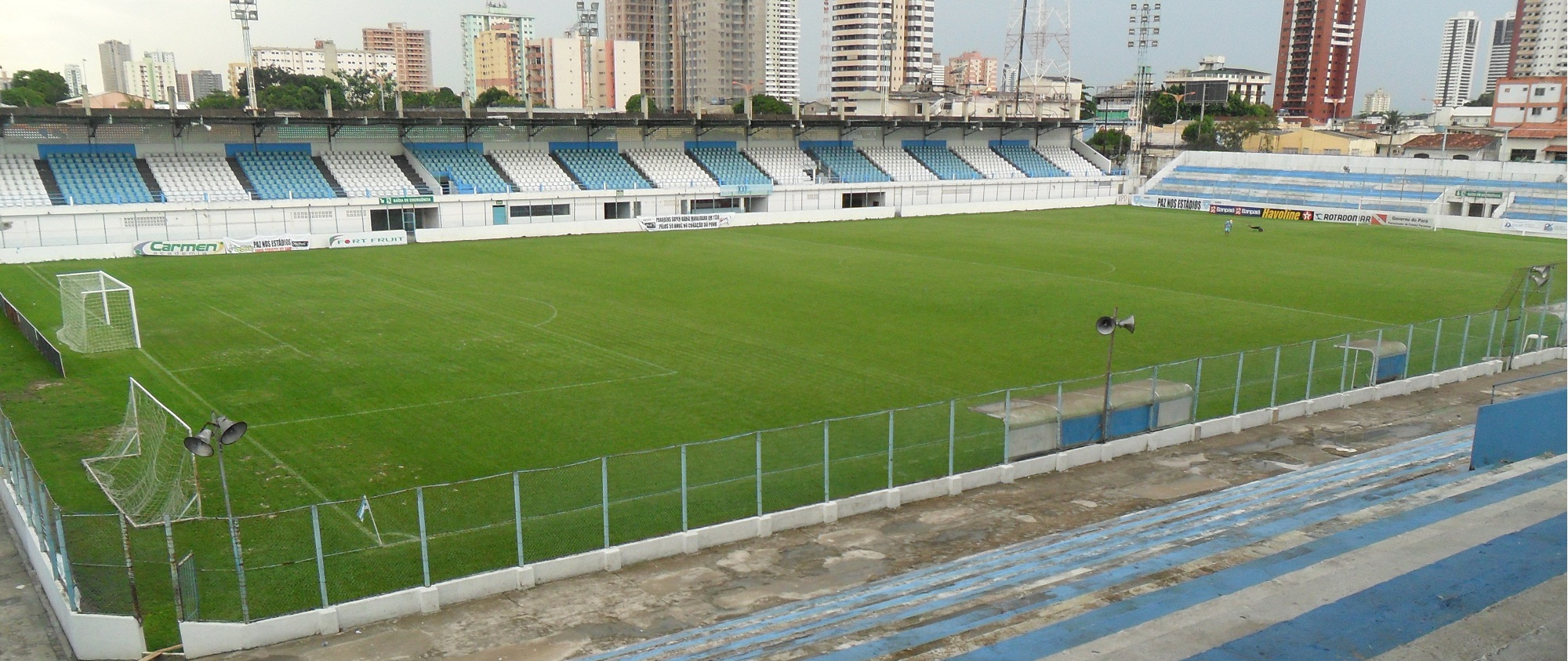
Banpará Curuzu (Belém)
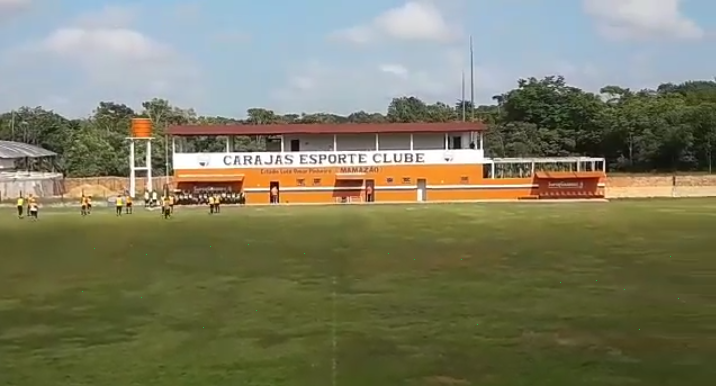
CT do Remo (Outeiro)
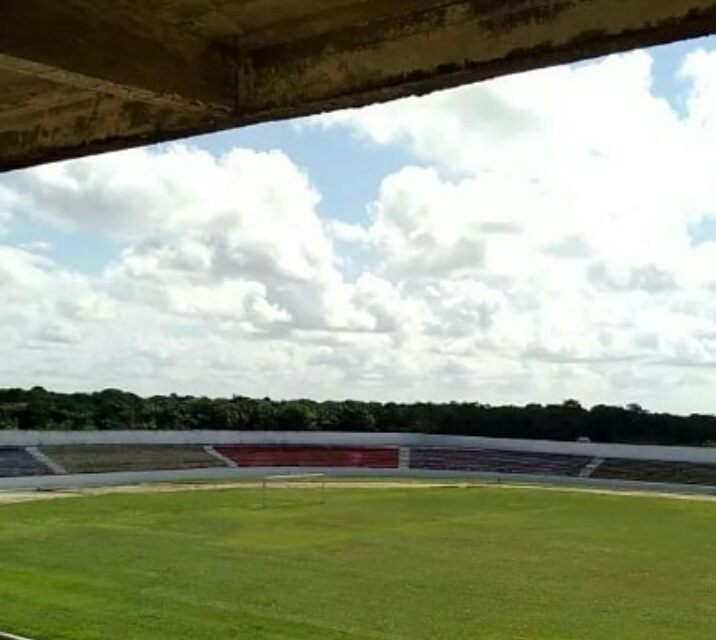
Diogão (Bragança)
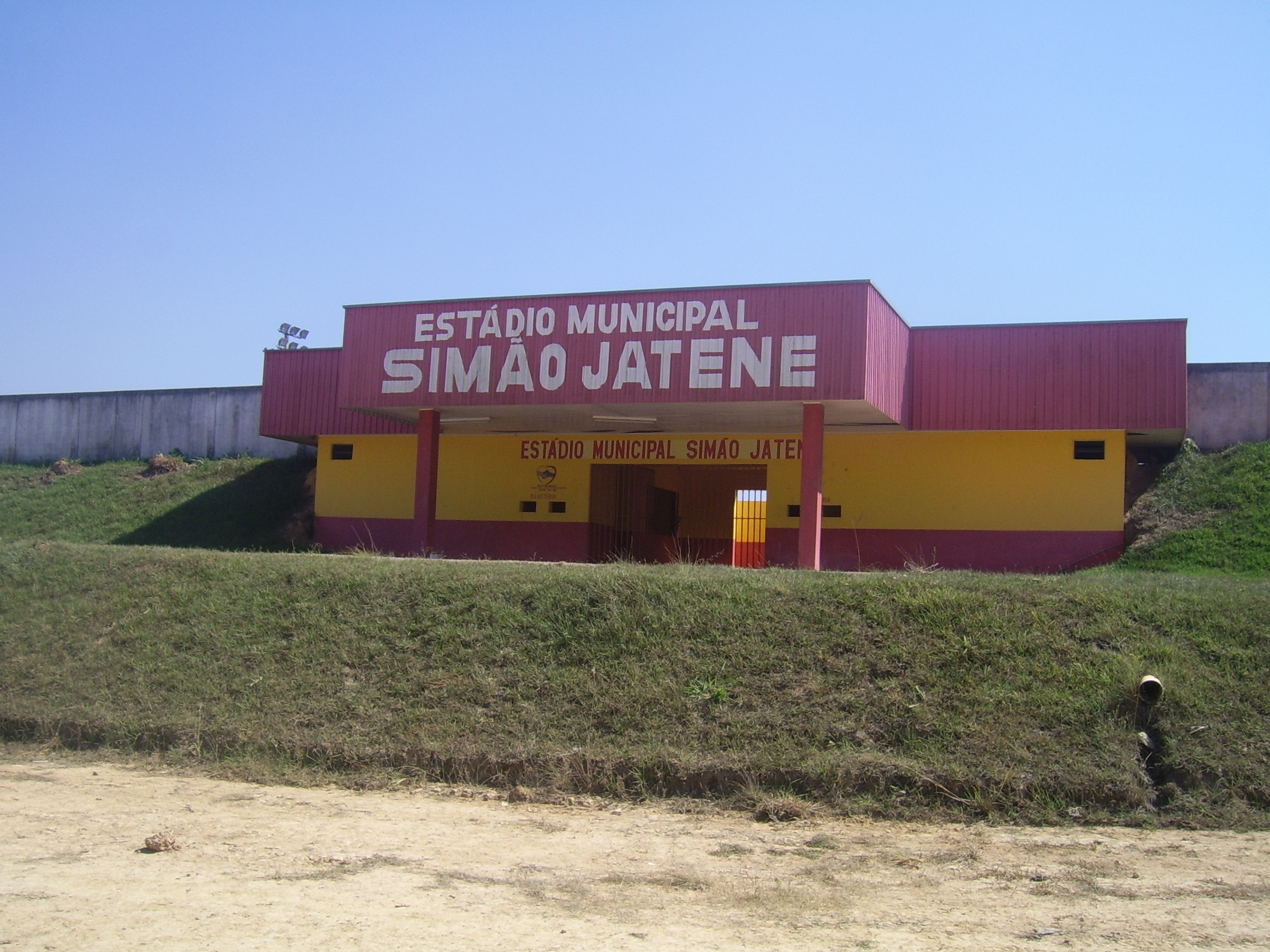
Ipixunão (Ipixuna do Pará)
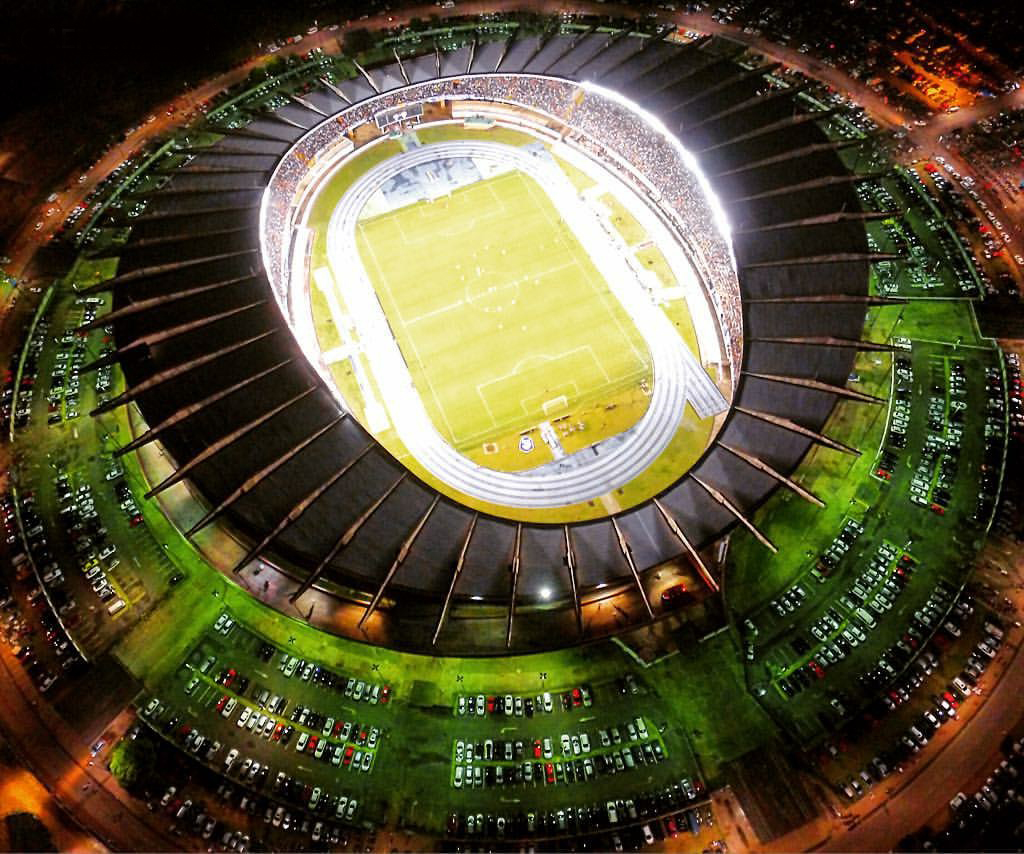
Mangueirão (Belém)
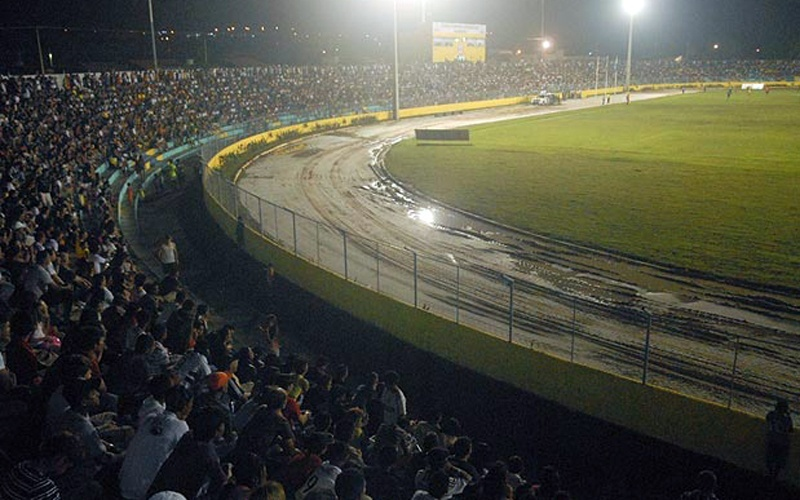
Navegantão (Tucuruí)
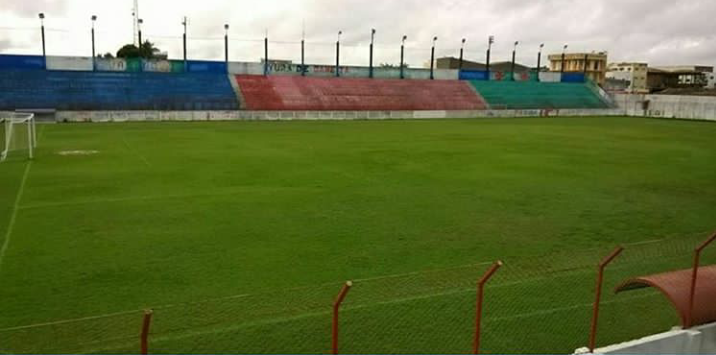
Parque do Bacurau (Cametá)
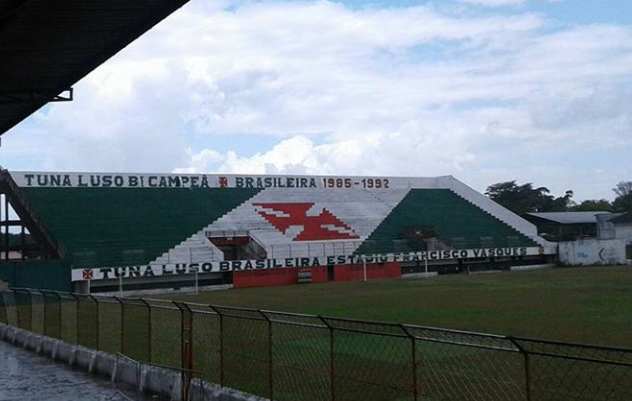
Souza (Belém)
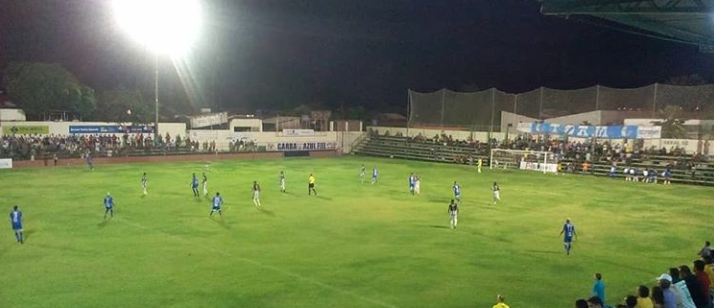
Zinho de Oliveira (Marabá)

## Primeira Fase

### Grupo A
| Pos | Equipe        | PG | Jogos | Jogos | Jogos | Jogos | Gols | Gols | Gols | Aprov |
| Pos | Equipe        | PG | #     | V     | E     | D     | GP   | GS   | SG   | %     |
| --- | ------------- | -- | ----- | ----- | ----- | ----- | ---- | ---- | ---- | ----- |
| 1   | Remo          | 21 | 8     | 7     | 0     | 1     | 17   | 8    | +9   | 91    |
| 2   | Caeté         | 7  | 8     | 2     | 1     | 5     | 6    | 12   | –6   | 29    |
| 3   | Bragantino-PA | 7  | 8     | 1     | 4     | 3     | 7    | 10   | –3   | 29    |
| 4   | Itupiranga    | 6  | 8     | 1     | 3     | 4     | 8    | 12   | –4   | 25    |

### Grupo B
| Pos | Equipe           | PG | Jogos | Jogos | Jogos | Jogos | Gols | Gols | Gols | Aprov |
| Pos | Equipe           | PG | #     | V     | E     | D     | GP   | GS   | SG   | %     |
| --- | ---------------- | -- | ----- | ----- | ----- | ----- | ---- | ---- | ---- | ----- |
| 1   | Paysandu         | 19 | 8     | 6     | 1     | 1     | 15   | 8    | +7   | 85    |
| 2   | Águia de Marabá  | 15 | 8     | 4     | 3     | 1     | 13   | 7    | +6   | 62    |
| 3   | Cametá           | 14 | 8     | 4     | 2     | 2     | 12   | 9    | +3   | 58    |
| 4   | São Francisco-PA | 12 | 8     | 4     | 0     | 4     | 8    | 8    | 0    | 50    |

### Grupo C
| Pos | Equipe          | PG | Jogos | Jogos | Jogos | Jogos | Gols | Gols | Gols | Aprov |
| Pos | Equipe          | PG | #     | V     | E     | D     | GP   | GS   | SG   | %     |
| --- | --------------- | -- | ----- | ----- | ----- | ----- | ---- | ---- | ---- | ----- |
| 1   | Castanhal       | 9  | 8     | 2     | 3     | 3     | 10   | 10   | 0    | 38    |
| 2   | Tuna Luso       | 8  | 8     | 2     | 2     | 4     | 11   | 13   | –2   | 33    |
| 3   | Tapajós         | 7  | 8     | 2     | 1     | 5     | 8    | 15   | –7   | 29    |
| 4   | Independente-PA | 6  | 8     | 0     | 6     | 2     | 9    | 12   | –3   | 25    |

### Confrontos
| 5 de fevereiro | Itupiranga   | 1 – 1                  | Tuna Luso             | Jaime Sena Pimentel, Itupiranga, PA                 |
| 9:45           | Kaique 90+4' | Súmula FPF Borderô FPF | 42' Kennedy Balotelly | Público: 618 Árbitro: PA Elerson Fernandes da Silva |

| 5 de fevereiro | São Francisco-PA | 1 – 0                  | Caeté | Ipixunão, Ipixuna do Pará, PA                                               |
| 10:00          | Sidney 52' (pen) | Súmula FPF Borderô FPF |       | Público: 158 Árbitro: PA Fernando Antonio Mendes de Salles Nascimento Filho |

| 5 de fevereiro | Castanhal  | 1 – 1                  | Águia de Marabá | CT do Castanhal, Castanhal, PA                                     |
| 10:00          | Raylson 5' | Súmula FPF Borderô FPF | 8' David        | Público: 350 Árbitro: PA Alexandre Expedito Vieira da Silva Junior |

| 5 de fevereiro | Tapajós | 0 – 1                  | Cametá     | Banpará Curuzu, Belém, PA                         |
| 10:00          |         | Súmula FPF Borderô FPF | 88' Taison | Público: 332 Árbitro: PA Wanbelton Lisboa Valente |

| 5 de fevereiro | Remo                                 | 3 – 1                  | Independente-PA | Banpará Baenão, Belém, PA                                |
| 17:00          | Soares 14' · Muriqui 45+5' (pen) 79' | Súmula FPF Borderô FPF | 65' Flavio      | Público: 12,885 Árbitro: PA Marco Jose Soares de Almeida |

| 28 de fevereiro | Paysandu         | 1 – 0                  | Bragantino-PA | Banpará Curuzu, Belém, PA                             |
| 20:00           | Mario Sergio 86' | Súmula FPF Borderô FPF |               | Público: 4,806 Árbitro: PA Elerson Fernandes da Silva |

| 9 de fevereiro | Paysandu                                   | 3 – 1                  | Itupiranga  | Banpará Curuzu, Belém, PA                                     |
| 20:00          | Mario Sergio 16' (pen) 33' · Hernandez 83' | Súmula FPF Borderô FPF | 31' Fabinho | Público: 10,063 Árbitro: PA Joelson Nazareno Ferreira Cardoso |

| 11 de fevereiro | Tuna Luso        | 1 – 2                  | Águia de Marabá                        | Souza, Belém, PA                                 |
| 10:00           | Betão 45+2' (GC) | Súmula FPF Borderô FPF | 10' Luam Parede · 90' Danilo Cirqueira | Público: 217 Árbitro: PA Andrey da Silva E Silva |

| 11 de fevereiro | Caeté                                                 | 3 – 2                  | Tapajós      | Diogão, Bragança, PA                          |
| 15:30           | Douglas 51' (GC) · Leandro Cearense 71' · Rivaldo 82' | Súmula FPF Borderô FPF | 16' 77' Ryan | Público: 292 Árbitro: PA Klever da Costa Lobo |

| 11 de fevereiro | Independente-PA | 1 – 1                  | Cametá   | Navegantão, Tucuruí, PA                            |
| 16:00           | Martony 45+1'   | Súmula FPF Borderô FPF | 26' Luís | Público: 742 Árbitro: PA Djonaltan Costa de Araujo |

| 12 de fevereiro | São Francisco-PA | 0 – 1                  | Remo            | Ipixunão, Ipixuna do Pará, PA                         |
| 15:30           |                  | Súmula FPF Borderô FPF | 61' Pedro Vitor | Público: 1,711 Árbitro: PA Olivaldo Jose Alves Moraes |

| 12 de fevereiro | Bragantino-PA | 0 – 0                  | Castanhal | Diogão, Bragança, PA                                        |
| 15:30           |               | Súmula FPF Borderô FPF |           | Público: 2,282 Árbitro: PA Murilo Augusto Amoras de Almeida |

| 14 de fevereiro | Tapajós | 0 – 2                  | Paysandu                         | Banpará Curuzu, Belém, PA                                                     |
| 20:00           |         | Súmula FPF Borderô FPF | 33' Bruno Alves · 82' Igor Bosel | Público: 5,024 Árbitro: PA Fernando Antonio Mendes de Salles Nascimento Filho |

| 15 de fevereiro | Caeté               | 1 – 1                  | Independente-PA | Diogão, Bragança, PA                                    |
| 15:30           | Matheus Silva 90+6' | Súmula FPF Borderô FPF | 72' Magno       | Público: 238 Árbitro: PA Raymar Klemer Rezende Ferreira |

| 15 de fevereiro | Cametá       | 1 – 0                  | Itupiranga | Parque do Bacurau, Cametá, PA                                     |
| 15:30           | Osvaldir 82' | Súmula FPF Borderô FPF |            | Público: Portões fechados Árbitro: PA Emmanuel Luiz Ribeiro Gomes |

| 15 de fevereiro | Castanhal   | 1 – 0                  | São Francisco-PA | CT do Castanhal, Castanhal, PA                |
| 15:30           | Jhonata 89' | Súmula FPF Borderô FPF |                  | Público: 202 Árbitro: PA Joel Costa Goes Neto |

| 15 de fevereiro | Águia de Marabá | 1 – 2                  | Remo                            | Zinho de Oliveira, Marabá, PA                       |
| 20:00           | David 16'       | Súmula FPF Borderô FPF | 45+7' (pen) Icaro · 83' Fabinho | Público: 2,340 Árbitro: PA Wanbelton Lisboa Valente |

| 16 de fevereiro | Bragantino-PA                           | 3 – 3                  | Tuna Luso                               | Diogão, Bragança, PA                        |
| 15:30           | Leilton 24' · Mariano 26' · Negueba 90' | Súmula FPF Borderô FPF | 42' 84' Kennedy Balotelly · 53' Welthon | Público: 809 Árbitro: PA Gustavo Ramos Melo |

| 25 de fevereiro | Tuna Luso         | 1 – 0                  | Caeté | Souza, Belém, PA                                    |
| 10:00           | Welthon 63' (pen) | Súmula FPF Borderô FPF |       | Público: 249 Árbitro: PA Olivaldo Jose Alves Moraes |

| 25 de fevereiro | Independente-PA         | 2 – 2                  | Bragantino-PA                  | Navegantão, Tucuruí, PA                              |
| 16:00           | Arian 17' · Magno 90+6' | Súmula FPF Borderô FPF | 45+3' Matheus Rosas · 77' Debu | Público: 1,695 Árbitro: PA Andre Michel Petri Galina |

| 25 de fevereiro | Paysandu                           | 2 – 1                  | Castanhal    | Banpará Curuzu, Belém, PA                               |
| 19:00           | Mário Sérgio 10' · Bruno Alves 29' | Súmula FPF Borderô FPF | 7' Jefferson | Público: 5,193 Árbitro: PA Marco Jose Soares de Almeida |

| 26 de fevereiro | Itupiranga | 1 – 2                  | Águia de Marabá         | Jaime Sena Pimentel, Itupiranga, PA         |
| 9:45            | Tacio 20'  | Súmula FPF Borderô FPF | 3' Wander · 79' Eliomar | Público: 647 Árbitro: PA Gustavo Ramos Melo |

| 26 de fevereiro | São Francisco-PA         | 2 – 3                  | Tapajós                   | Ipixunão, Ipixuna do Pará, PA                            |
| 10:00           | Gabriel Furtado 3' 90+1' | Súmula FPF Borderô FPF | 8' Hudson · 18' 36' Tiago | Público: 87 Árbitro: PA Dewson Fernando Freitas da Silva |

| 26 de fevereiro | Remo                                | 4 – 2                  | Cametá               | Banpará Baenão, Belém, PA                                            |
| 17:00           | Fabinho 21' 38' 90+2' · Richard 24' | Súmula FPF Borderô FPF | 45+3' (pen) 70' Luis | Público: 9,225 Árbitro: PA Alexandre Expedito Vieira da Silva Junior |

| 4 de março | Caeté                                   | 2 – 1                  | Paysandu                | Ipixunão, Ipixuna do Pará, PA                   |
| 15:30      | Leandro Cearense 39' · PC Timborana 86' | Súmula FPF Borderô FPF | 83' Henriquez Bocanegra | Público: 1,680 Árbitro: PA Klever da Costa Lobo |

| 4 de março | Independente-PA | 1 – 1                  | Itupiranga | Navegantão, Tucuruí, PA                                   |
| 16:00      | Danubio 17'     | Súmula FPF Borderô FPF | 72' Tacio  | Público: 450 Árbitro: PA Murilo Augusto Amoras de Almeida |

| 5 de março | Tuna Luso   | 1 – 2                  | Remo                  | Souza, Belém, PA                                   |
| 10:00      | Welthon 15' | Súmula FPF Borderô FPF | 41' Kanu · 50' Soares | Público: 1,053 Árbitro: PA Andrey da Silva E Silva |

| 5 de março | Bragantino-PA | 1 – 0                  | São Francisco-PA | CT do Castanhal, Castanhal, PA                             |
| 15:30      | Debu 55'      | Súmula FPF Borderô FPF |                  | Público: 351 Árbitro: PA Joelson Nazareno Ferreira Cardoso |

| 5 de março | Cametá                                | 2 – 2                  | Castanhal                           | Parque do Bacurau, Cametá, PA                                                 |
| 15:30      | Jorge Luiz 12' · Carlos Alexandre 58' | Súmula FPF Borderô FPF | 16' Pedro Gabriel · 69' Gabriel Agú | Público: 1,328 Árbitro: PA Fernando Antonio Mendes de Salles Nascimento Filho |

| 6 de março | Águia de Marabá                                                                | 4 – 1                  | Tapajós              | Zinho de Oliveira, Marabá, PA                 |
| 20:00      | Antunes Costa 34' · Luiz Felipe Castro 40' · Kleyverton Costa 52' · Adauto 78' | Súmula FPF Borderô FPF | 68' Franklin Douglas | Público: 2,070 Árbitro: PA Danilo Lopes Viana |

| 11 de março | Tuna Luso   | 1 – 2                  | São Francisco-PA                    | Souza, Belém, PA                            |
| 10:00       | Welthon 83' | Súmula FPF Borderô FPF | 10' Diego Borges · 16' (pen) Jordan | Público: 186 Árbitro: PA Gustavo Ramos Melo |

| 11 de março | Itupiranga                          | 2 – 1                  | Castanhal         | Jaime Sena Pimentel, Itupiranga, PA           |
| 15:30       | Lukinhas 18' · Cleber Pereira 90+2' | Súmula FPF Borderô FPF | 39' Matheus Serra | Público: 323 Árbitro: PA Janio Balzac Pereira |

| 11 de março | Remo               | 2 – 0                  | Tapajós | Banpará Baenão, Belém, PA                                |
| 18:00       | Jean Silva 5', 68' | Súmula FPF Borderô FPF |         | Público: 7,053 Árbitro: PA Ignacio Jose de Almeida Pedro |

| 11 de março | Águia de Marabá                   | 2 – 0                  | Caeté | Zinho Oliveira, Marabá, PA                              |
| 18:00       | Balão Marabá 3' · Luan Santos 30' | Súmula FPF Borderô FPF |       | Público: 1,702 Árbitro: PA Marco Jose Soares de Almeida |

| 12 de março | Cametá                    | 2 – 0                  | Bragantino-PA | Parque do Bacurau, Cametá, PA                 |
| 10:00       | Pilar 6' (pen) · Ryan 73' | Súmula FPF Borderô FPF |               | Público: 650 Árbitro: PA Joel Costa Goes Neto |

| 12 de março | Independente-PA                                                  | 3 – 3                  | Paysandu                                       | Navegantão, Tucuruí, PA                                              |
| 16:00       | Lucas Santos 14' (pen) · Bruno Nascimento 23' (pen) · Flavio 79' | Súmula FPF Borderô FPF | 33' 65' (pen) Mario Sérgio · 90+8' João Vieira | Público: 1,610 Árbitro: PA Alexandre Expedito Vieira da Silva Junior |

| 18 de março | Caeté | 0 – 2                  | Cametá                          | Ipixunão, Ipixuna do Pará, PA                    |
| 15:30       |       | Súmula FPF Borderô FPF | 35' (pen) Pilar · 59' Jorge Pet | Público: 49 Árbitro: PA Wanbelton Lisboa Valente |

| 18 de março | Paysandu                    | 2 – 1                  | Tuna Luso        | Banpará Curuzu, Belém, PA                            |
| 17:00       | Eltinho 8' · Ricardinho 38' | Súmula FPF Borderô FPF | 10' Paulo Rangel | Público: 5,741 Árbitro: PA Olivado Jose Alves Moraes |

| 19 de março | Castanhal                           | 2 – 3                  | Remo                                          | Souza, Belém, PA                                     |
| 10:00       | Raylson 66' · Jefferson Murillo 79' | Súmula FPF Borderô FPF | 46' Vinícius Kanu · 72' Ronald · 77' Jonilson | Público: 3,102 Árbitro: PA Djonaltan Costa de Araujo |

| 19 de março | São Francisco-PA | 1 – 0                  | Independente-PA | Ipixunão, Ipixuna do Pará, PA                         |
| 10:00       | Jordan 27'       | Súmula FPF Borderô FPF |                 | Público: 41 Árbitro: PA Ignácio José de Almeida Pedro |

| 19 de março | Bragantino-PA      | 1 – 1                  | Águia de Marabá      | Diogão, Bragança, PA                                        |
| 15:30       | Josivan Maruda 67' | Súmula FPF Borderô FPF | 10' Patrick Maranhão | Público: 1,440 Árbitro: PA Dewson Fernando Freitas da Silva |

| 19 de março | Tapajós           | 1 – 1                  | Itupiranga        | Banpará Curuzu, Belém, PA                                     |
| 15:30       | Lucas Dayan 90+2' | Súmula FPF Borderô FPF | 60' Gustavo Costa | Público: Portões fechados Árbitro: PA Andrey da Silva e Silva |

| 26 de março | Castanhal                                      | 2 – 0                  | Caeté | CT do Castanhal, Castanhal, PA                   |
| 10:00       | Pedro Gabriel 52' · Jefferson Murillo 59(pen)' | Súmula FPF Borderô FPF |       | Público: 350 Árbitro: PA Andrey da Silva e Silva |

| 26 de março | Itupiranga     | 1 – 2                  | São Francisco-PA                             | Navegantão, Tucuruí, PA                                                         |
| 10:00       | Alex Silva 88' | Súmula FPF Borderô FPF | 45+3(pen)' Jordan Gabriel · 46' Diego Borges | Público: Portões fechados Árbitro: PA Alexandre Expedito Vieira da Silva Junior |

| 26 de março | Tapajós         | 1 – 0                  | Bragantino-PA | Banpará Curuzu, Belém, PA                                    |
| 10:00       | Douglas Lima 4' | Súmula FPF Borderô FPF |               | Público: Portões fechados Árbitro: PA Djonaltan Costa Araújo |

| 26 de março | Águia de Marabá | 0 – 0                  | Independente-PA | Zinho Oliveira, Marabá, PA                                                    |
| 10:00       |                 | Súmula FPF Borderô FPF |                 | Público: 1,279 Árbitro: PA Fernando Antônio Mendes de Salles Nascimento Filho |

| 26 de março | Cametá         | 1 – 2                  | Tuna Luso                                 | Parque do Bacurau, Cametá, PA                              |
| 10:00       | Bruce 24(pen)' | Súmula FPF Borderô FPF | 68' Gabriel Cunha · 80(pen)' Paulo Rangel | Público: 446 Árbitro: PA Joelson Nazareno Ferreira Cardoso |

| 9 de abril | Remo | 0 – 1                  | Paysandu           | Mangueirão, Belém, PA                                  |
| 17:00      |      | Súmula FPF Borderô FPF | 50' Vinícius Leite | Público: 34,243 Árbitro: PA Olivaldo José Alves Moraes |

## Fase Final
Em itálico, as equipes que disputarão a primeira partida como mandante. Em negrito, as equipes classificadas.
|  |  |

|  | Quartas-de-final | Quartas-de-final | Quartas-de-final | Quartas-de-final |       |          | Semifinais       | Semifinais       | Semifinais       | Semifinais       |  |      | Final           | Final           | Final           | Final           |  |  |
|  | [2 a 19 de abril | [2 a 19 de abril | [2 a 19 de abril | [2 a 19 de abril |       |          | 21 a 30 de abril | 21 a 30 de abril | 21 a 30 de abril | 21 a 30 de abril |  |      | 18 a 25 de maio | 18 a 25 de maio | 18 a 25 de maio | 18 a 25 de maio |  |  |
|  |                  |                  |                  |                  |       |          |                  |                  |                  |                  |  |      |                 |                 |                 |                 |  |  |
|  | Remo             | 4                | 2                | 6                |       |          |                  |                  |                  |                  |  |      |                 |                 |                 |                 |  |  |
|  | Caeté            | 2                | 1                | 3                |       |          |                  |                  |                  |                  |  |      |                 |                 |                 |                 |  |  |
|  | Caeté            | 2                | 1                | 3                |       | Remo     | 1                | 4                | 5                |                  |  |      |                 |                 |                 |                 |  |  |
|  |                  |                  |                  |                  |       | Remo     | 1                | 4                | 5                |                  |  |      |                 |                 |                 |                 |  |  |
|  |                  | Cametá           | 1                | 0                | 1     |          |                  |                  |                  |                  |  |      |                 |                 |                 |                 |  |  |
|  | Cametá           | Cametá           | 1                | 0                | 1     | 1        | 5                | 6                |                  |                  |  |      |                 |                 |                 |                 |  |  |
|  | Cametá           |                  |                  |                  |       | 1        | 5                | 6                |                  |                  |  |      |                 |                 |                 |                 |  |  |
|  | São Francisco-PA | 0                | 2                | 2                |       |          |                  |                  |                  |                  |  |      |                 |                 |                 |                 |  |  |
|  | São Francisco-PA | 0                | 2                | 2                |       |          |                  |                  |                  |                  |  | Remo | 0               | 2               | 2 (4)           |                 |  |  |
|  |                  |                  |                  |                  |       |          |                  |                  |                  |                  |  | Remo | 0               | 2               | 2 (4)           |                 |  |  |
|  |                  | Águia de Marabá  | 1                | 1                | 2 (5) |          |                  |                  |                  |                  |  |      |                 |                 |                 |                 |  |  |
|  | Paysandu         | Águia de Marabá  | 1                | 1                | 2 (5) | 4        | 1                | 5                |                  |                  |  |      |                 |                 |                 |                 |  |  |
|  | Paysandu         |                  |                  |                  |       | 4        | 1                | 5                |                  |                  |  |      |                 |                 |                 |                 |  |  |
|  | Tuna Luso        | 1                | 1                | 2                |       |          |                  |                  |                  |                  |  |      |                 |                 |                 |                 |  |  |
|  | Tuna Luso        | 1                | 1                | 2                |       | Paysandu | 1                | 1                | 2 (2)            |                  |  |      |                 |                 |                 |                 |  |  |
|  |                  |                  |                  |                  |       | Paysandu | 1                | 1                | 2 (2)            |                  |  |      |                 |                 |                 |                 |  |  |
|  |                  | Águia de Marabá  | 0                | 2                | 2 (4) |          |                  |                  |                  |                  |  |      |                 |                 |                 |                 |  |  |
|  | Águia de Marabá  | Águia de Marabá  | 0                | 2                | 2 (4) | 2        | 2                | 4                |                  |                  |  |      |                 |                 |                 |                 |  |  |
|  | Águia de Marabá  |                  |                  |                  |       | 2        | 2                | 4                |                  |                  |  |      |                 |                 |                 |                 |  |  |
|  | Castanhal        | 1                | 0                | 1                |       |          |                  |                  |                  |                  |  |      |                 |                 |                 |                 |  |  |

|  | Disputa do 3° lugar |   |   |   |
|  |                     |   |   |   |
|  | Paysandu            | 1 | 2 | 3 |
|  | Cametá              | 1 | 0 | 1 |

## Premiação
| Campeonato Paraense 2023            |
| ----------------------------------- |
|                                     |
| Águia de Marabá Campeão (1° título) |

## Estatísticas

### Artilharia
Atualizado em 26 de maio de 2023
| Gols[carece de fontes?] | Jogador           | Equipe           |
| ----------------------- | ----------------- | ---------------- |
| 10                      | Mário Sergio      | Paysandu         |
| 7                       | Fabinho           | Remo             |
| 6                       | Pilar             | Cametá           |
| 6                       | Welthon           | Tuna Luso        |
| 5                       | Jordan Gabriel    | São Francisco-PA |
| 3                       | Alexandre Santana | Cametá           |
| 3                       | Balão Marabá      | Águia de Marabá  |
| 3                       | David Cruz        | Águia de Marabá  |
| 3                       | Jean Silva        | Remo             |
| 3                       | Jefferson Murillo | Castanhal        |
| 3                       | Jorge Pet         | Cametá           |
| 3                       | Kennedy Balotelli | Tuna Luso        |
| 3                       | Luam              | Águia de Marabá  |
| 3                       | Luan Santos       | Águia de Marabá  |
| 3                       | Muriqui           | Remo             |
| 3                       | Vinícius Kanu     | Remo             |

### Hat-tricks
| Jogador | Clube | Adversário | Placar  | Data            | Ref.  |
| ------- | ----- | ---------- | ------- | --------------- | ----- |
| Fabinho | Remo  | Cametá     | 4–2 (C) | 26 de fevereiro | [ 7 ] |

### Público
Maiores públicos
Estes são os dez maiores públicos pagantes do campeonato, sem considerar as partidas com portões fechados:
| N.º | Público | Mandante  | Placar | Visitante       | Estádio    | Data            | Rodada    | Ref.   |
| --- | ------- | --------- | ------ | --------------- | ---------- | --------------- | --------- | ------ |
| 1   | 31 508  | Remo      | 0–1    | Paysandu        | Mangueirão | 9 de abril      | 8ª        | [ 8 ]  |
| 2   | 11 539  | Remo      | 3–1    | Independente-PA | Baenão     | 5 de fevereiro  | 1ª        | [ 9 ]  |
| 3   | 10 629  | Remo      | 2–1    | Águia de Marabá | Baenão     | 26 de maio      | Final     | [ 10 ] |
| 4   | 8 093   | Paysandu  | 3–1    | Itupiranga      | Curuzú     | 9 de fevereiro  | 2ª        | [ 11 ] |
| 5   | 8 015   | Remo      | 4–2    | Cametá          | Baenão     | 26 de fevereiro | 4ª        | [ 12 ] |
| 6   | 7 608   | Remo      | 4–0    | Cametá          | Baenão     | 30 de abril     | Semifinal | [ 13 ] |
| 7   | 6 526   | Paysandu  | 1–2    | Águia de Marabá | Curuzú     | 29 de abril     | Semifinal | [ 14 ] |
| 8   | 6 461   | Remo      | 2–1    | Caeté           | Mangueirão | 18 de abril     | Quartas   | [ 15 ] |
| 9   | 5 994   | Remo      | 2–0    | Tapajós         | Baenão     | 11 de março     | 6ª        | [ 16 ] |
| 10  | 5 574   | Tuna Luso | 1–4    | Paysandu        | Mangueirão | 16 de abril     | Quartas   | [ 17 ] |

## Seleção do campeonato

### Seleção "Troféu Meio de Campo" daRede Cultura do Pará(Votação Popular)
| Posição          | Jogador           | Clube           |
| Goleiro          | Axel Lopes        | Águia de Marabá |
| Lateral-direito  | Lucas Mendes      | Remo            |
| Zagueiro         | Ícaro             | Remo            |
| Zagueiro         | Genilson          | Paysandu        |
| Lateral-esquerdo | Leonan            | Remo            |
| Volante          | Anderson Uchôa    | Remo            |
| Volante          | Pablo Roberto     | Remo            |
| Meia             | Alexandre Santana | Cametá          |
| Meia             | Ricardinho        | Paysandu        |
| Atacante         | Muriqui           | Remo            |
| Atacante         | Pilar             | Cametá          |
| Técnico          | Mathaus Sodré     | Águia de Marabá |
| ---------------- | ----------------- | --------------- |

- Revelação: Juninho Silva (Tuna Luso)
- Craque da Galera: Pablo Roberto (Remo)
- Artilheiro: Mário Sérgio (Paysandu)

## Técnicos
| Equipe          | Técnico                           | Ref.   |
| --------------- | --------------------------------- | ------ |
| Águia de Marabá | Mathaus Sodré (1ª—Final)          | [ 18 ] |
| Bragantino      | Júnior Amorim (1ª—8ª)             | [ 19 ] |
| Caeté           | Emerson Almeida (1ª—8ª)           | [ 20 ] |
| Caeté           | Robson Melo (QF)                  | [ 21 ] |
| Cametá          | Rogerinho Gameleira (1ª—3º lugar) | [ 22 ] |
| Castanhal       | Hermes Júnior (1ª—7ª)             | [ 23 ] |
| Castanhal       | Gian Dantas (8ª—QF)               | [ 24 ] |
| Independente    | Leo Goiano (1ª—4ª)                | [ 25 ] |
| Independente    | Sinomar Naves (5ª—8ª)             | [ 26 ] |
| Itupiranga      | Wando Costa (1ª—8ª)               | [ 27 ] |
| Paysandu        | Márcio Fernandes (1ª—SF)          | [ 28 ] |
| Paysandu        | Marquinhos Santos (3º lugar)      | [ 29 ] |
| Remo            | Marcelo Cabo (1ª—Final (ida))     | [ 30 ] |
| Remo            | Fabio Cortez (Final (volta)) [F1] | [ 31 ] |
| São Francisco   | Samuel Cândido (1ª—QF)            | [ 32 ] |
| Tapajós         | Arthur Bernardes (1ª—2ª)          | [ 33 ] |
| Tapajós         | Robson Melo (3ª—8ª)               | [ 34 ] |
| Tuna            | Josué Teixeira (1ª—5ª)            | [ 35 ] |
| Tuna            | Rodrigo Reis (6ª)                 | [ 36 ] |
| Tuna            | Pedro Paulo (7ª—QF)               | [ 37 ] |

- ^  F1. Após demissão do técnico Marcelo Cabo, o Remo teve de colocar seu auxiliar técnico para comandar a equipe na finalíssima do estadual.

### Mudança de Técnicos
| Clube           | Antecessor       | Motivo   | Data            | Última partida                    | Rod        | Pos | Sucessor          | Ref.   |
| --------------- | ---------------- | -------- | --------------- | --------------------------------- | ---------- | --- | ----------------- | ------ |
| Tapajós         | Arthur Bernardes | Rescisão | 11 de fevereiro | Caeté 3–2 Tapajós                 | 2ª         | 12° | Robson Melo       | [ 38 ] |
| Independente-PA | Leo Goiano       | Rescisão | 25 de fevereiro | Independente-PA 2–2 Bragantino-PA | 4ª         | 11° | Sinomar Naves     | [ 39 ] |
| Tuna Luso       | Josué Teixeira   | Rescisão | 5 de março      | Tuna Luso 1–2 Remo                | 5ª         | 8°  | Rodrigo Reis      | [ 40 ] |
| Tuna Luso       | Rodrigo Reis     | Rescisão | 15 de março     | Tuna Luso 1–2 São Francisco-PA    | 6ª         | 9°  | Pedro Paulo       | [ 41 ] |
| Castanhal       | Hermes Júnior    | Rescisão | 19 de março     | Castanhal 2–3 Remo                | 7ª         | 8°  | Gian Dantas       | [ 42 ] |
| Caeté           | Emerson Almeida  | Rescisão | 26 de março     | Castanhal 2–0 Caeté               | 8ª         | 8°  | Robson Melo       | [ 43 ] |
| Paysandu        | Márcio Fernandes | Rescisão | 29 de abril     | Águia de Marabá 2–1 Paysandu      | SF (volta) | -   | Marquinhos Santos | [ 44 ] |

## Transmissão
Os jogos foram transmitidos ao vivo pela Rede Cultura do Pará pelo 14° ano consecutivo.